# Paluh Manan
Paluh Manan is een bestuurslaag in het regentschap Deli Serdang van de provincie Noord-Sumatra, Indonesië. Paluh Manan telt 3171 inwoners (volkstelling 2010).